# 2112 Ulyanov
2112 Ulyanov (1992 NP) là một tiểu hành tinh vành đai chính được phát hiện ngày 17 tháng 7 năm 1972 bởi T. M. Smirnova ở Đài vật lý thiên văn Crimean. Nó được đặt theo tên Lenin's older brother Aleksandr Ilyich Ulyanov.